# ラタヤ・ロックス
ラタヤ・ロックス(LaTaya Roxx, 1987年11月22日-)は、チェコスロヴァキア(現・チェコ)出身のアダルトモデル・女優。有料アダルトサイトに 写真・動画を残し、2014年引退
。

## 経歴
1987年11月22日、南モラヴィア州ズリンに生まれる。 
2009年、活動開始。
2013年、Eカップの胸をHカップに豊胸。Rena Thorneの芸名を使用開始。ヨルダン・カーヴァーのウェブサイト(現存しない)に登場。

## フィルモグラフィ
特に断らない限りinternet adult film databaseを 出典とする。
・2009年
Ripe Racks (Score)
Natural Wonders of the World 60 (Blue Coyote Pictures)
Girls on Girls 15 (New Sensations)
・2010年
Ivy's Bra Show (The Score Group)
・2011年
Wet and Translucent (The Score Group)
Pretty Little Lesbians 2 (Digital Sin)
Breast of Scoreland 2 (Score)
・2012年
Behind the Mask (DDF)
・2013年
Girls and Cars 3 (DDF)
・2014年
Curvy Lesbians (DDF)
Busty Euro Honeys 1 (DDF)

### アダルトサイトにおける実績
煩雑を避けるためサイトの名称を挙げるにとどめる。最初に登場したのはRub My Boob。次いでBig Tits Glamourおよび18 And Bustyに登場。
現在、DDF Bustyと
SCORELANDで
写真を確認できる。

## 私生活とゴシップ
彼女はレズで、ガールフレンドのセベリン・ヤンセンと長期的な関係を築いていると2014年、SNSで発表した。セベリンはマルセイユ在住のフランス人。

## その他
ハードコアの撮影はNGであるが、巨乳女性とレズシーンで共演したことがある。
2012年12月、ヌードモデルを引退し、服を脱がないモデルに方針転換すると表明。これに対しアメリカの作家・オリバー・ハーフォード(Oliver Herford)は｢心変わりしても(=ヌードモデルに戻ってきても)かまわない。それは女性の特権だ。女性がよく心変わりするのは男性より心がきれいだから｣と発言。また、｢アイビーは信じられないほどの肉体を持っているし、今まで見た中でも最高のおっぱいを持っている｣とのこと。